# Мюллер, Йозеф (священник)
Йозеф Мюллер (нем. Joseph Müller) (19 августа 1894, Бад-Зоден-Зальмюнстер — 11 сентября 1944, Бранденбург) — немецкий католический священник и критик нацистского режима. Он был осуждён Народной судебной палатой и казнён в тюрьме Бранденбург-Гёрден.

## Биография
Был младшим из семи детей местного кантора и учителя Дэмиена Мюллера и его жены Августы. После получения степени абитура он служил добровольцем в Первой мировой войне, получив серьёзную травму. После войны он решил стать проповедником; двое его братьев также были рукоположены в католических священников. Он продолжил изучать богословие в Мюнстерском университете и отправился со своим братом Оскаром в епархию Хильдесхайм. Оба посещали семинарию в Хильдесхайме с 1921 года и получили священство от епископа Иосифа Эрнста в следующем году.
Джозеф Мюллер начал свою церковную карьеру в качестве капеллана в Дудерштадте. В 1924 присоединился к францисканскому монастырю в Фульде, но позже продолжил работать капелланом в Гердене, Мюндене, Целле и Вольфенбюттеле. В 1931 был назначен священником в Бад-Лаутерберге. С 1934 служил священником в Зюплингене, с октября 1937 в Хайнингене. Из-за ухудшившегося здоровья служил в небольшом католическом приходе Грос-Дюнген с 1 августа 1943.
Несмотря на слабое здоровье, Й. Мюллер был известен как вдохновляющий оратор, откровенно говорящий на собраниях. Являлся последователем Адольфа Колпинга. После захвата власти нацистами в 1933 его деятельность сталкивалась с усиливающимися репрессиями со стороны властей и контролировалась гестапо.
Мюллер был арестован после того, как повторил политическую шутку о раненом солдате на смертном одре, который попросил увидеть людей, за которых он отдавал свою жизнь. Медсестра положила портрет Гитлера с одной стороны и портрет Геринга с другой. После чего тот ахнул: «Теперь я могу умереть как Иисус Христос». Мюллер был допрошен и временно взят под стражу 6 сентября 1943 по обвинению в сравнении Гитлера и Геринга с двумя преступниками, распятыми вместе с Иисусом Христом.
Хотя Мюллер был временно освобождён, местные нацистские чиновники повторно арестовали его 15 мая 1944, и он был помещён в следственный изолятор Моабит в Берлине. Хотя его допрашивали любыми доступными методами, он не раскрыл, кто рассказал ему шутку. Он был доставлен в Народную судебную палату и приговорён к смертной казни за Wehrkraftzersetzung (букв. ослабление обороны) судьёй Роландом Фрейслером на показательном процессе 28 июля 1944. Йозеф Мюллер был казнён гильотиной в тюрьме Бранденбург-Гёрден 11 сентября 1944. После его смерти Фрейслер отправил семье Мюллера счёт за его казнь.

## После казни
Кремирован, после чего был похоронен на кладбище в Бранденбурге. В ноября 1945 году урна с прахом была перезахоронена на кладбище в селе Groß Düngen (Нижняя Саксония), в соответствии с завещанием усопшего.
Только в июне 2014 года в соответствии с Законом об отмене неправомерных приговоров нацистов прокуратура Берлина отменила преступное решение нацистов о казни Мюллера.

## Память
После окончания Второй мировой войны, каждый год в годовщину смерти Мюллера, в его бывшей приходской церкви в деревне Грос-Дюнген (нем. Groß Düngen) звонит колокол. Его прах был перенесён на местное кладбище в ноябре 1945.
В мае 2016 года римско-католическая епархия Хильдесхайма открыла дело мученичества, присвоив титул Слуга Божий.